# Inditex

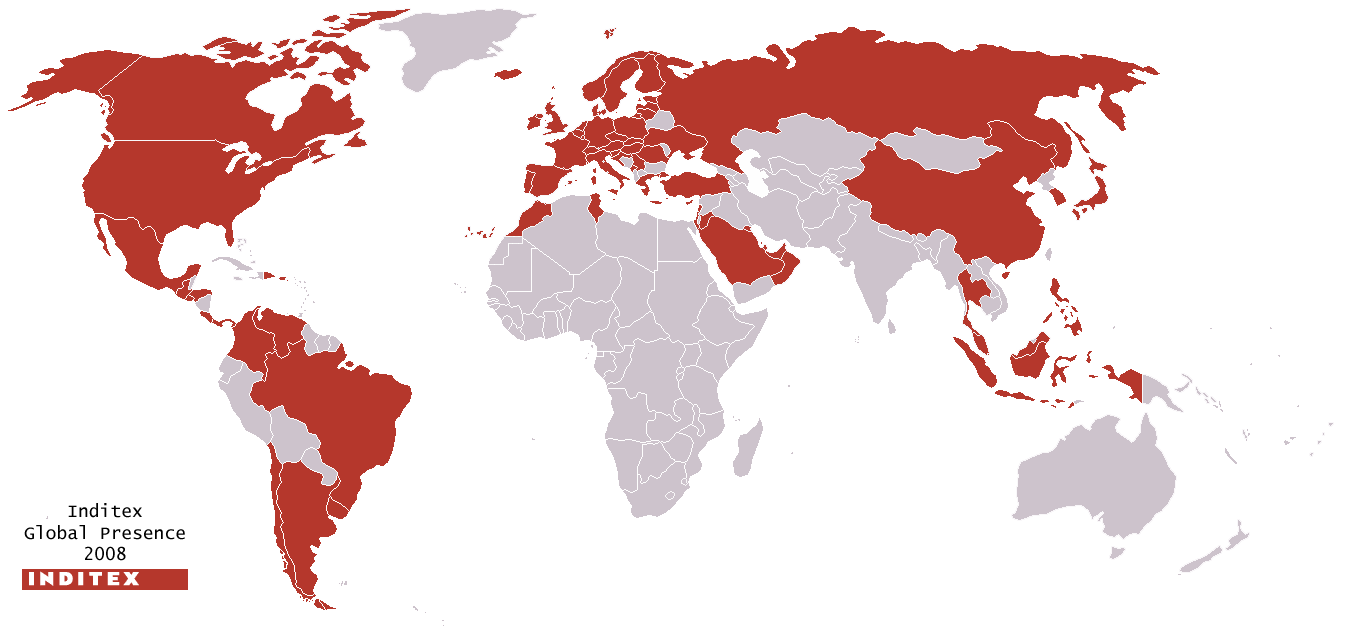
Az Inditex a világ számos országában megtalálható

Az Inditex (Industrias de diseño textil) egy spanyol ruházati vállalat, mely egyike a világ legnagyobb ilyen jellegű cégének. Alapítója Amancio Ortega, a világ egyik leggazdagabb, Spanyolország leggazdagabb embere. 

Az Inditexnek 4 350 üzlete van világszerte, mely ezekből a márkákból áll össze: Zara, Massimo Dutti, Bershka, Pull&Bear, Oysho, Zara Home, Stradivarius és Uterqüe.

## Történet
Az első Zara üzlet 1975-ben nyílt La Coruña-ban, Spanyolországban. Ma már a New York-i Fifth Avenue-n, a milánói Corso Vittorio Emanuele II-n, a londoni Regent's Street-en és az Oxford Streeten, a frankfurti Zeil-on, a sanghaji Nanjing's West Road-on és a tokiói Shibuyán is megtalálhatók a Zara üzletek. 

A 90-es években a cég számos új márkát alapított, mely szükségessé tette az Inditex létrehozását, hogy felügyelje működésüket. 1985-ben alapították a Massimo Dutti-t (melyet az Inditex 1995-ben vásárolt meg), 1991-ben a Pull&Bear-t, 1994-ben a Stradivarius-t (1999-ben lett az Inditex része), 1998-ban a Bershkát, 2001-ben az Oysho-t, 2003-ban a Zara Home-ot és 2008-ban az Uterqüe-t.

2008 szeptember 22-én nyílt meg a 4000. Inditex üzlet Ginzában, Tokióban.

## Az Inditex tagjai
| Vállalat      | Üzletek száma (2009 végén) | Alapítás éve           |
| ------------- | -------------------------- | ---------------------- |
| Zara          | 1,608                      | 1975                   |
| Bershka       | 651                        | 1998                   |
| Pull&Bear     | 626                        | 1991                   |
| Massimo Dutti | 497                        | 1995 (megvásárlás éve) |
| Stradivarius  | 515                        | 1999 (megvásárlás éve) |
| Oysho         | 392                        | 2001                   |
| Zara Home     | 261                        | 2003                   |
| Uterqüe       | 57                         | 2008                   |
| Összesen      | 4,601                      |                        |